# Neozimiris escandoni
Espèce
Neozimiris escandoni est une espèce d'araignées aranéomorphes de la famille des Prodidomidae.

## Distribution
Cette espèce est endémique du département de Magdalena en Colombie,. Elle se rencontre vers Santa Marta.

## Description
Les mâles mesurent de 2,15 à 3,10 mm et les femelles de 2,41 à 4,7 mm.

## Systématique et taxinomie
Cette espèce a été décrite par Müller en 1987.

## Étymologie
Cette espèce est nommée en l'honneur de Miguel Escandon.

## Publication originale
- Müller, 1987 : « Neozimiris escandoni n.sp. aus der Region Santa Marta, N-Kolumbien (Arachnida: Araneae: Gnaphosidae: Prodidominae). » Senckenbergiana biologica, no 4/6, vol. 67, p. 385-387.